# Trentepohlia (Trentepohlia) hyalina
Trentepohlia (Trentepohlia) hyalina is een tweevleugelige uit de familie steltmuggen (Limoniidae). De soort komt voor in het Afrotropisch gebied.